# Anastasie Panu
Anastasie Panu (né à Iași en 1810, mort à Vienne en 1867)  homme politique et juriste membre du  căimăcămiei de trei (Caimacamiei de Trois) de Moldavie du 20 octobre 1858 au 5 janvier 1859.

## Biographie
Anastasie Panu né à Iași en 1810 était le fils de Panaiotache Panu, un roumain de  Macédoine et de  Elena Miclescu fille de Manolache Miclescu. Après avoir fait ses études de droit à Iassy il entre en 1845 dans la magistrature et devient membre de la cour d'Appel de Fàlciu dont il assume ensuite la présidence.
Très impliqué dans le mouvement révolutionnaire de 1848, il devient Ministre de la Justice en 1852 pendant le règne du prince Grigore V Ghica.
Partisan déterminé de l'union des principautés danubiennes, il constitue avec Vasile Sturdza et Ștefan Catargiu, le căimăcămiei de trei (Caimacamiei de Trois) chargé de gouverner la Moldavie en 1858. En accord avec Vasile Sturdza, il parvient à évincer Ștefan Catargiu dont les vues selon eux évoluaient contre l'intérêt national et ils le remplacent par Jean Alexandre Cantacuzène.
Après l'élection comme prince d'Alexandre Jean Cuza en Moldavie le 5 janvier 1859 puis en Valachie le 24 janvier, il est président du Conseil des ministres puis ministre de l'intérieur.
En 1864, il fait cependant partie avec Eugeniu Carada de la délégation qui se rend à Paris pour obtenir l'accord de Napoléon III pour détrôner le prince Alexandre Jean Cuza et amener au trône le prince Jérôme Bonaparte. Ce projet échoue mais ces intrigues amènent  Carol Ier sur le trône en 1866.
Anastasie Panu meurt à Vienne en 1867 mais il est inhumé à Iași.

## Sources
- Stelian Neagoe, Istoria guvernelor României, Editura Machiavelli, 1999.